# Julius J. Epstein
Julius J. Epstein (22. august 1909 i New York – 30. december 2000 i Los Angeles, Californien) var en amerikansk manuskriptforfatter som havde en lang karriere, mest kendt for tilpasningen – i samarbejde med sin tvillingbror Philip og flere – af stykket Everybody Comes to Rick's til manuskriptet til den kendte film Casablanca (1942). Denne vandt de en Oscar for bedste filmatisering for. Efter hans brors død i 1952, fortsatte han med at skrive filmmanuskripter. Noget som gav ham to Oscar-nomineringer til. Hans filmografi inkluderer manuskriptet til Four Daughters (1938), The Bride Came C.O.D. (1941), The Man Who Came to Dinner (1942), Mr. Skeffington (1944), The Tender Trap (1955), Light in the Piazza (1962), Send Me No Flowers (1964), Pete 'n' Tillie (1972), og Reuben, Reuben (1983).

## Eksterne links
- Julius J. Epstein på Internet Movie Database (engelsk)
- Julius J. Epstein på Filmdatabasen
- Julius J. Epstein på Scope
- Julius J. Epstein på Svensk Filmdatabas (svensk)
- Julius J. Epstein på AlloCiné (fransk)
- Julius J. Epstein på AllMovie (engelsk)
- Julius J. Epstein på The Movie Database (engelsk)
- Julius J. Epstein på Internet Broadway Database (engelsk)